# Liolaemus silvanae
Liolaemus silvanae — вид ігуаноподібних ящірок родини Liolaemidae. Ендемік Аргентини.

## Поширення і екологія
Liolaemus silvanae мешкають на плато на південь від озеро Буенос-Айрес в провінції Санта-Крус. Вони живуть в гірській, холодній, кам'янистій місцевості, місцями порослій чагарниками, на висоті від 1400 до 1500 м над рівнем моря. Живляться рослинністю, є живородними.